# كفر كما

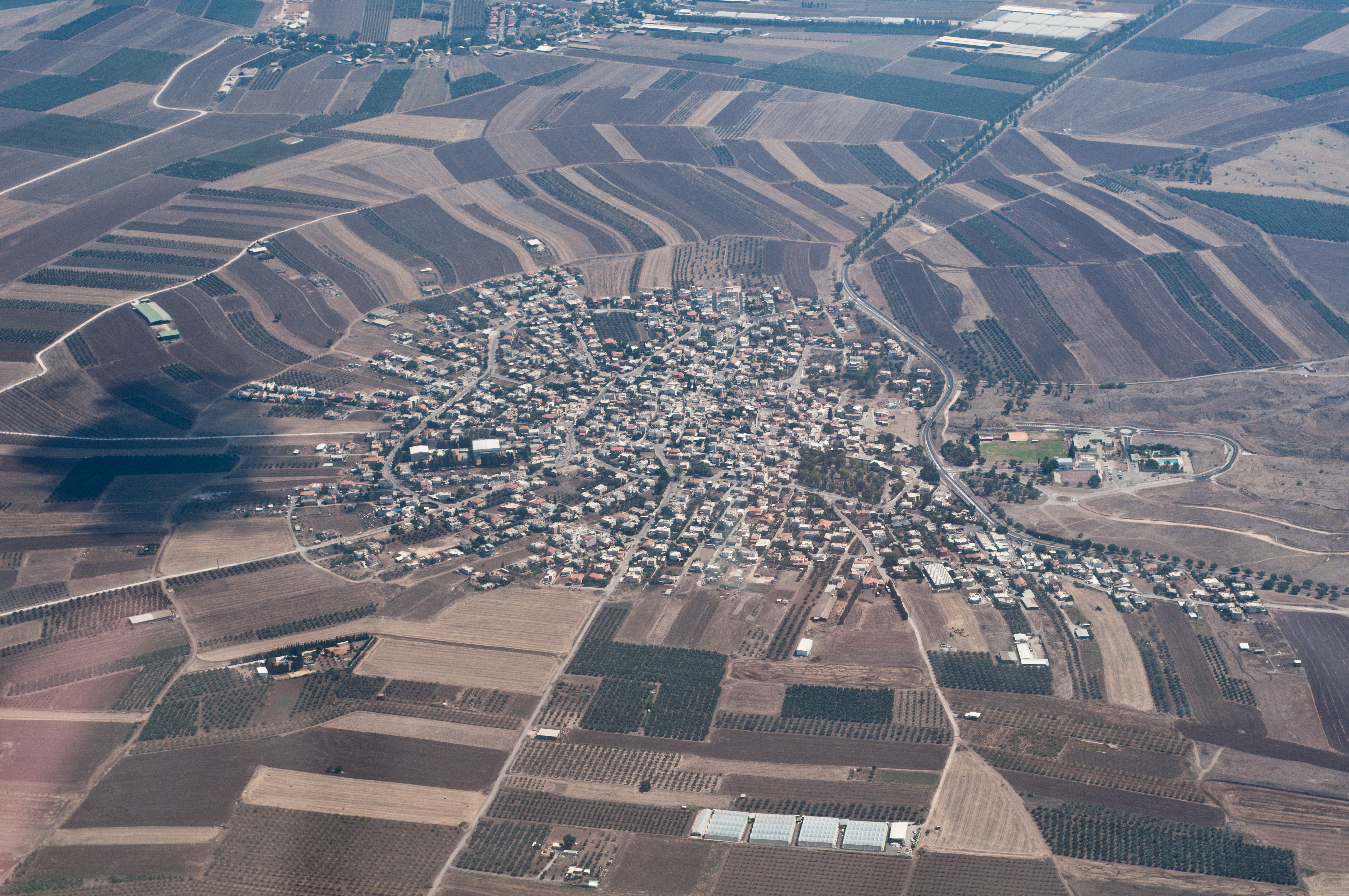
مشهد جوي لقرية كفر كما.

كفر كما (باللغة الشركسية: Кфар Кама) هي بلدة تقع في منطقة الجليل الأوسط، وقد تم إعادة تأسسيها في العهد العثماني عام 1867 من قبل المهاجرين الشركس، ثم أصبحت تحت الحكم الإسرائيلي إثر حرب 1948. وتتميز هذه البلدة بأن جميع سكانها من المسلمين الأديغة (الشركس)  ويتحدث أهلها عدة لغات هي الشركسية والعربية والعبرية والإنجليزية، حيث أن هذه اللغات الأربع تدرس في مدارس البلدة. كما وتتميز هذه البلدة بأن العادات الشركسية الضاربة في القدم الخابزة؛ هي التي تحكم حياة السكان وهي التي تنظم حياتهم المعيشيّة. يبلغ عدد سكان القرية 2,900 نسمة ومساحة أراضيها 10 كم مربع 2.
تدل الآثار الموجودة في البلدة أن بلدة كفر كما كانت بلدة مأهولة بالسكان منذ القرن السادس الميلادي وقد تعاقبت عليها الحضارات القديمة، إلا أنها هجرت من قبل سكانها وأصبحت عبارة عن بقايا آثار حتى تاريخ استيطان الشركس فيها في أواخر القرن التاسع عشر، والذين قدموا إليها من منطقة القفقاس، على إثر انتهاء الحرب الروسية الشركسية والتي انتهت باحتلال شركيسيا من قبل القوات القيصرية الغازية في الإمبراطورية الروسية، حيث قام الشركس بإعادة إحياء المنطقة من جديد.

## تاريخها
هاجر سكان البلدة من الشركس إليها في فترة حكم الدولة العثمانية للمنطقة العربيّة، نظراً للحروب الشرسة التي قادتها روسيا القيصرية على موطن الشركس، وارتكابها أفظع المجازر بحق السكان الآمنين، ولقد تمت الهجرة الشركسية إلى مختلف مناطق الدولة العثمانية، حيث عمل الأتراك على تهجير الشركس إلى المناطق التي كانت تعاني من المشاكل الأمنية للاستفادة من مقومات الشراكسة كمحاربين أقوياء وللمساعدة في إحلال الأمن في هذه المناطق الملتهبة.حيث أنشئت قريه كفر كما في عام 1878م.و في مطلع الستينات من القرن العشرين اكتشفت العديد من المواقع الأثرية والمتمثلة بكنيسه بيزنطيه يعود تاريخ بناءها إلى القرن السادس الميلادي.
أنشئت القرية كجزء من مجموعة كبيرة من القرى الشركسية التي أقيمت في منطقة الشرق الأوسط في عدة دول ومنها إسرائيل، الأردن، وسوريا(بشكل مركّز في هضبة الجولان).

## سكانها
بلغ عدد سكان القرية 2,944 نسمة في بدايات عام 2011، وذلك وفقاً لمكتب الإحصاء المركزي في إسرائيل، حيث أظهرت الإحصاءات بأن عدد السكان في البلدة لم يتغير بل بقي ثابتاً بالمقارنة مع الإحصاءات التي سبقت هذا الإحصاء. وفي عام 2021 بلغ عدد السكان 3,479 نسمة، 1,740 ذكر و1,739 أنثى. 99.6% من مُجمل السكان هم شركس مسلمون.
يصنف المجلس المحلي في البلدة بناءً على التصنيف الاجتماعي والاقتصادي ب 5 من 10 نقاط وفقاً للتصنيف الذي تم في عام 2009م، ويحق لما يقارب ال 57% من الطلاب الشراكسة في المدرسة الثانوية الحصول على شهادة الثانوية العامة والتي تخولهم متابعة دراساتهم العليا في الجامعات والمعاهد العليا. وبحسب إحصائيات 2021، فإن 84.2% من الطلاب مؤهلين للشهادة الثانوية (شهادة بجروت). كما ويبلغ متوسط الأجور للعاملين في البلدة وفقاً لعام 2007 م حوالي 1500$ دولار أمريكي شهرياً. ووفقًا للعام 2021، فإن متوسط الراتب للذكور هو 10,711 شاقل وللإناث 7,103 شاقل.

## مؤسساتها وأماكنها السياحية

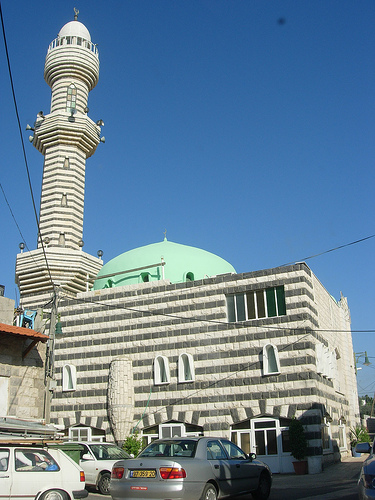
مسجد كفر كما

- مركز التراث الشركسي- والذي يحتوي على المتحف الشركسي والذي يضم العديد من الأدوات والآلات الموسيقية/الفلكورية، الزراعيّة، والصناعية التي أستخدمها الشراكسة منذ القدم والتي جلبوها من وطنهم الأم.
- مسجد البلدة - وهو يتوسط البلدة ويتميز بمئذنته المثمنه وباستخذام أحجار البازلت في تزين جدرانه الخارجية وبإتباع الأسلوب المملوكي في بناء المساجد. كما وأن نفس التصميم متبع في مسجد أبو درويش والذي شيده شراكسة الأردن في منطقة الأشرفيّة في العاصمة الأردنيّة عمان.
- القرية القديمة - بنيت بالطريقة الشركسية القديمة، وفيها ساحات مجاورة بدون وجود أية جدران بينهما، بالإضافة إلى معابر سرية من البيوت إلى البيوت التي تجاورها لتوفير الحماية، وإيجاد آلية لتحرك المقاتلين للدفاع عن القرية في حال حدوث أي هجومٍ على القرية.
- المؤسسات التعليمية - يوجد بالبلدة عدة رياض أطفال تخدم أهالي البلدة، كما يوجد مدرسة ابتدائيه ومدرسة إعدادية. وتعد اللغة العبرية هي لغة التعليم الأساسية في المدارس، لكن يتعلم الطلاب إلى جانب اللغة العبرية اللغتان اللغة العربية (لغة القرآن الكريم) والانجليزيه كلغة عالميّة، كما ويتعلم الطلاب لغتهم القوميّة (اللغة الشركسية) قراءةً وكتابةً وبدءاً من الصف الخامس.
- المؤسسات الصحية - يحصل سكان البلدة على الخدمات الطبية في العيادة المحلية، كما يوجد في البلد عياده أطفال ويعمل بها طبيبان كما ويوجد بها صيدليه.كما ويعمل فرع ايد سارا (وهي مؤسسة تعنى بإقراض المعدات الطبية مجانا)، والتي تقوم بتقدم الاستشارات للمسنين والمرضى وخاصة في فترة النقاهة من المرض، وتدار خدمات الفرع عن طريق عدد من المتطوعين من البلدة والمناطق المحيطة.
- من الاستجمام والرياضة والرعاية الاجتماعية - يوجد في البلد الملعب المحلي والذي يحتوي على 600 مقعد لمتابعة المباريات الكروية، والذي أنشئ لجمهور نادي كره القدم المحلي النادي الرياضي كفر كما، والذي يقع بجانب المركز الجماهري الذي يحتوي على ملعب لكرة المضرب ومسبح.بالإضافة إلى قاعه مغلقة وملعب ل كرة السلة، كما يوجد نادي للشباب ونادي المسنين، واللذان يلعبان دوراً حيوياً في تقديم الخدمات إلى سكان البلدة.
- الفولكلور -يوجد في البلدة فرقة تعنى بالمحافظة على التراث والفلكلور الشركسي وتسمى «تيبسا» والتي تعني «روحنا» باللغة العربية، والتي تمثل الشراكسة في الفعاليات الفنية داخلياً وخارجياً.
- الإدارة المحلية - تتمتع البلدة بوجود العديد من الؤسسات التي تخدم المجتمع المحلي مثل المجلس المحلي، ووجود بنك تجاري وفرع بريد محلي يتيح لسكان البلدة التواصل محلياً وخارجياً.

## أسماء رؤساء المجلس المحلي والفترات التي قضوها في رئاسته
| - محمد شوباش (1950-1952) - خير الدين تحاوخو (1952-1956) - عبد العزيز شوجن (1956-1969) - ادريس موسى (1969-1969) - عبد الحميد شابسو (1970-1972) - حمد حسن سوسحا (1972-1974) - فؤاد سوسحى (1974-1976) - عبد الرحمان اجود (1976-1978) |  | - يحيى نابسو (1978-1989) - يحيى تحاوخو (1989-1993) - نالتشيك اشموز (1993-1998) - بشيماف شوجن (1998-2003) - جلال نابسو (2003-2008) - نسيم لباي (2008 - 2013) - زكريا نابسو (2008 - حتى تاريخه) |

## مواقع خارجية
- مجلة إشراقة
- الشركس في فلسطين على يوتيوب قناه الجزيرة.
- حكايه بلد قريه كفر كما على يوتيوب تلفزيون فلسطين.
- تعرفوا على الشركس في كفر كما موقع بانيت.